# Drosophila suffusca
Drosophila suffusca är en tvåvingeart som beskrevs av Spencer 1943. Drosophila suffusca ingår i släktet Drosophila och familjen daggflugor.
Artens utbredningsområde är New Mexico och Arizona.